# Trójca (obwód iwanofrankiwski)
Trójca (ukr. Трійця, Trijcia) – wieś na Ukrainie, w obwodzie iwanofrankiwskim, w rejonie śniatyńskim. 
W 1931 r. wieś liczyła 825 zagród i prawie 3500 mieszkańców, w tym ok. 700 Polaków i ponad 100 Żydów. Pozostali byli Ukraińcami. W lutym i wrześniu 1944 nacjonaliści ukraińscy z UPA zamordowali 2 Polaków, 6 Ukraińców i 1 Żyda. 23 października 1944 r. jeden z kureni III Okręgu UPA, którego komendantem był Wasyl Andrusiak ps. "Rizun", napadł na wieś, paląc polskie gospodarstwa i mordując 90 Polaków. Zamordowano także dwie rodziny ukraińskie za udzielenie schronienia polskim sąsiadom. 
We wsi znajdowała się drewniana kaplica rzymskokatolicka, będąca filią parafii w Zabłotowie. Zniszczona po 1945 r. 

## Urodzeni
- Walerian Podlewski